# توماس ناش
توماس ناش (بالإنجليزية: Thomas Nashe)‏ (1567 – نحو 1601 م) هو روائي وكاتب مسرحي إنكليزي.
أشهر آثاره: «الرحالة ذو الخط العاثر» The Unfortunate Traveller (عام 1594 م) وهي تُعد أول رواية من روايات المغامرة في الأدب الإنكليزي.

## روابط خارجية
- توماس ناش على موقع IMDb (الإنجليزية)
- توماس ناش على موقع الموسوعة البريطانية (الإنجليزية)
- توماس ناش على موقع ميوزك برينز (الإنجليزية)
- توماس ناش على موقع إن إن دي بي (الإنجليزية)
- توماس ناش على موقع ديسكوغز (الإنجليزية)
- توماس ناش على موقع قاعدة بيانات الفيلم (الإنجليزية)